# Сайковська Галина Кирилівна
Галина Кирилівна Сайковська (нар. 2 травня 1943, селище Великий Бурлук, тепер Великобурлуцького району Харківської області) — українська радянська діячка, електромонтажниця Харківського електромеханічного заводу. Депутат Верховної Ради УРСР 8—10-го скликань.

## Біографія
Освіта середня.
З 1960 року — слюсар-складальник, з 1966 року — електромонтажниця Харківського електромеханічного заводу.
Член КПРС з 1969 року.
Потім — на пенсії в місті Харкові.

## Нагороди
- ордени
- медалі